# La muerte de míster Stay
La muerte de míster Stay es una radionovela emitida en enero de 1926 en Radio Ibérica. Surgió como una alternativa al modelo de ocio imperante en esa época en las radios del ámbito español. Esta novela radiofónica se estructuraba como un concurso literario que planteaba un nuevo reto para los oyentes. En los años 20, este programa `piloto´ radiofónico era inusual, ya que, pocos años antes había nacido la radio en España.
El programa comenzaba con la presentación del caso: ´La muerte de míster Stay´ y cuya solución debía ser encontrada por los propios oyentes. La persona que resolvía el crimen obtenía una recompensa por valor de 500 pesetas. La participación del público supone un nuevo paradigma para los medios de comunicación. 
La duración de la radiación de La muerte de míster Stay fue de dos meses en los que se emitieron nueve programas. Durante este periodo, los oyentes tenían que resolver los distintos acertijos y, por consiguiente, dar con la solución al crimen. La solución del rompecabezas debía enviarse por carta a la revista impresa de Radio Ibérica. Se contabilizaron más de 5 000 cartas aunque solo 137 personas lograron resolver la autoría del homicidio.
Todos los “concursantes que han enviado soluciones han tenido que oír a hora fija y durante dos meses las emisiones, siguiéndolas sin perder palabra; han tenido que meditar algo sobre un asunto difícil y complicado a propósito para darle mayor dificultad, y han tenido luego que hacer largos escritos rozando sus conclusiones.” (1926): “El éxito de la novela radiada” en TSH, 96. Pp. 21
La radionovela fue publicada de forma simultánea en la revista TSH. Pero el autor o autora del texto aún es desconocido. Esta obra se caracteriza por la ausencia de efectos sonoros que acompañen al diálogo de los personajes. 

## Argumento
Míster Stay vivía en una quinta de recreo cercana al pueblo Pelham, a pocas millas de Londres. “Era considerado como hombre de costumbres extravagantes en país donde tan extravagantes hombres suele haber, cual es la nebulosa Inglaterra.” [...] “Soltero, sin parientes ni amigos [...] No mantenía trato alguno con los vecinos del pueblo [...] Su servidumbre se reducía a una vieja cocinera y a un joven criado.”.
El señor Stay compartía quinta con su servidumbre una vieja cocinera, que sirvió en la casa de sus padres mientras él estaba en sus viajes por Asia, y un joven criado, facilitado por una agencia de colocación meses antes del suceso después de la muerte del sirviente indio que falleció tras largos años de convivencia con el señor Stay. 
El asesinato de míster Stay se produjo después de la hora del almuerzo cuando se retiró al saloncito de fumar donde acostumbraba a dormir la siesta. Pero Stay apareció muerto detrás de la puerta de la sala del billar con una herida de bala en su corazón. Esto despertó que su muerte estuviera sujeta a extrañas circunstancias ya que nadie vio ni oyó nada en un inicio.
Alrededor de la trama aparecen personajes relacionados con el caso y que ayudarán a esclarecer las incógnitas del suceso como su criado o su cocinera. El detective encargado de esclarecer el asesinato del audaz y excéntrico protagonista es John Brow. 

## Otra radionovela
Cuando se habla de radionovelas en la radio siempre se va la imaginación a Las aventuras de una parisien en Madrid, aunque no fue la primera ni la última. Esta radionovela tiene un gran peso en la Historia de la radio. 
Las aventuras de una parisién en Madrid es considerada la primera radionovela emitida en Unión Radio. Esta radionovela está basada en las vivencias que pasaron el autor, Eustache Amadee Jolly, y la protagonista, una joven francesa, en Madrid en 1924. Sin embargo, Las Aventuras de una parisién en Madrid comenzarían a emitirse en marzo de 1926. 